# Križna krivulja
Križna krivulja je racionalna ravninska krivulja četrte stopnje. Definirana je z enačbo 
{\displaystyle x^{2}y^{2}-b^{2}x^{2}-a^{2}y^{2}=0\,}
kjer sta 
- {\displaystyle {\text{ }}a{\text{ in }}b\,} konstanti, ki določata obliko krivulje.

Ker je krivulja racionalna, jo lahko parametriziramo z racionalnimi funkcijami. Kadar je {\displaystyle a=1{\text{ in }}b=2} ima krivulja parametrično obliko enačbe 
{\displaystyle x=-{\frac {t^{2}-2t+5}{t^{2}-2t-3}},y={\frac {t^{2}-2t+5}{2t-2}}}
Krivulja ima rod enak 0.